# Tamara Ljoechina
Tamara Aleksejevna Ljoechina-Zamotailova (Russisch: Тамара Алексеевна Люхина-Замотайлова) (Voronezj, 11 mei 1939) is een voormalig turnster uit de Sovjet-Unie. 
Ljoechina won tijdens de Olympische Zomerspelen 1960 in Rome de gouden medaille in de landenwedstrijd en de bronzen medaille op vloer en aan de brug. Vier jaar later tijdens de Olympische Zomerspelen 1964 in Tokio de gouden medaille in de landenwedstrijd.

## Resultaten

### Olympische Zomerspelen
| Jaar | Plaats | Resultaten                                             |
| ---- | ------ | ------------------------------------------------------ |
| 1960 | Rome   | landenwedstrijd op vloer op brug met ongelijke liggers |
| 1964 | Tokio  | landenwedstrijd 13e in de meerkamp 6e aan de brug      |